# Jüdischer Friedhof (Schöppingen)
Der Jüdische Friedhof Schöppingen befindet sich in der Gemeinde Schöppingen im Kreis Borken in Nordrhein-Westfalen.
Auf dem Friedhof in der Bauerschaft Ebbinghoff, außerhalb des Ortes an der Landesstraße L 579 nach Horstmar, sind 12 Grabsteine erhalten.

## Geschichte
Der Friedhof wurde erstmals im Jahr 1823 erwähnt, der älteste Grabstein stammt aus dem Jahr 1871.